# Witomir Wutow
Witomir Christow Wutow (ur. 22 listopada 1971 w Mezdrze) – bułgarski piłkarz, występujący na pozycji bramkarza, oraz trener piłkarski.

## Kariera piłkarska i szkoleniowa
Piłkarską karierę zaczynał w barwach drugoligowego wówczas Lokomotiwu Mezdra. Na początku sezonu 1994–1995 przeszedł do beniaminka ekstraklasy Liteksu Łowecz. Występował w nim aż do końca piłkarskiej kariery, przez trzynaście sezonów. Chociaż nie zawsze miał pewne miejsce w pierwszej jedenastce, to łoweckiemu klubowi pozostał wierny nawet wtedy, gdy w rozgrywkach 1996–1997 powrócił do drugiej ligi.
W ciągu całego czasu spędzonego w tym zespole o pozycję pierwszego bramkarza rywalizował z m.in. reprezentantami swoich krajów: Florinem Pruneą (sezon 2000–2001), Zdrawko Zdrawkowem (sezon 2003–2004) i Jordanem Gospodinowem (od 2004 do 2007), a także – przez siedem lat (1997–2004) – ze Stojanem Stawrewem. W barwach Liteksu zdobył dwa tytuły mistrza kraju, jedno wicemistrzostwo, dwa Puchary Bułgarii, ponadto jeszcze trzykrotnie dotarł do finału tych rozgrywek. Piłkarską karierę zakończył w 2007 roku, w wieku trzydziestu sześciu lat.
Od 2007 roku jest trenerem bramkarzy w Liteksie.

## Sukcesy piłkarskie
- mistrzostwo Bułgarii 1998 i 1999, wicemistrzostwo Bułgarii 2002, Puchar Bułgarii 2001 i 2004 oraz finał Pucharu Bułgarii 1999, 2003 i 2007 z Liteksem Łowecz